# Paradise (Change)
Paradise è un singolo del gruppo musicale italiano Change, pubblicato nell'aprile 1981 come primo singolo dall'album Miracles.
Il brano è cantato da James Robinson e Deborah Cooper, a seguito dell'abbandono di Luther Vandross, che nell'album si limitò ad eseguire alcune voci di sottofondo.

## Tracce
7" Single
1. Paradise - 3:57
2. Your Move - 4:23

12" Single
1. Paradise - 5:14
2. Your Move - 4:23

## Formazione
- Mauro Malavasi - tastiera, cori, arrangiamento

## Classifiche
| Classifica (1981)   | Posizione massima |
| ------------------- | ----------------- |
| Italia              | 47                |
| Stati Uniti         | 80                |
| Stati Uniti (dance) | 1                 |
| Stati Uniti (soul)  | 7                 |